# Freixinho
Freixinho ist ein Ort und eine ehemalige Gemeinde (Freguesia) im portugiesischen Kreis Sernancelhe. Die Gemeinde hatte 140 Einwohner (Stand 30. Juni 2011).
Am 29. September 2013 wurden die Gemeinden Freixinho und Penso zur neuen Gemeinde União das Freguesias de Penso e Freixinho zusammengeschlossen.